# Serghei Stepanov
Serghei Igorevici Stepanov (în rusă Серге́й И́горевич Степа́нов; n. 3 septembrie 1984, Tiraspol, RSS Moldovenească, URSS), cunoscut sub numele de Epic Sax Guy sau Ultra Sax Guy, este un muzician moldovean, compozitor și membru al trio-ului SunStroke Project.

## Biografie
În 2005 a absolvit Institutul de Stat de Arte din Transnistria din Tiraspol. După absolvire a fost înrolat într-o unitate militară transnistreană, unde l-a cunoscut pe Anton Ragoza. Mai târziu au format trupa Sunstroke, cunoscută acum sub numele de SunStroke Project. Mulți oameni de pe internet îl poreclesc "Epic Sax Guy".

### Sunstroke Project
În calitate de membru al trupei SunStroke Project, a participat la Concursul Muzical Eurovision 2010 de la Oslo, unde SunStroke Project s-a clasat pe locul 22 (cu piesa „Run Away„). După concurs, aspectul său extravagant și stilul său de dans au făcut rapid din el un meme pe internet, care a devenit viral prin intermediul videoclipurilor de pe YouTube sub numele de "Epic Sax Guy". Videoclipul a fost însoțit de o interpretare solo instrumentală a grupului Eurovision. A devenit un hit viral și a generat o serie de remixuri, inclusiv o versiune remixată de zece ore.
În 2014, prestația din 2010 a fost inclusă în Cartea Recordurilor Eurovision, o colecție a celor mai memorabile momente din istoria concursului. SunStroke Project a participat din nou la Eurovision în 2017, cu piesa "Hey, Mamma!". de această dată clasându-se pe locul 3. Revenirea piesei "Epic Sax Guy" a stârnit interesul presei din întreaga lume și a stimulat crearea de noi videoclipuri și remixuri online, de data aceasta sub numele "Ultra Sax Guy." La întoarcerea în Moldova, membrii SunStroke Project au fost decorați cu Ordinul de Onoare de către președintele de atunci al Republicii Moldova, Igor Dodon.
În timpul finalei Concursul Muzical Eurovision 2021, a fost purtătorul de cuvânt al juriului moldovean pentru vot.

## Viața personală
Este căsătorit cu Olga Deleu și au împreună un fiu, Mihail.

## Distincții
- Ordinul de Onoare (2017)[8]